# بول جونز (ممثل)
بول جونز (بالإنجليزية: Paul Jones) هو مقدم برامج إذاعية ومقدم تلفزيوني ومغني وممثل بريطاني، ولد في 24 فبراير 1942 ببورتسموث في المملكة المتحدة.

## وصلات خارجية
- بول جونز على موقع IMDb (الإنجليزية)
- بول جونز على موقع ميوزك برينز (الإنجليزية)
- بول جونز على موقع أول موفي (الإنجليزية)
- بول جونز على موقع قاعدة بيانات برودواي على الإنترنت (الإنجليزية)
- بول جونز على موقع قاعدة بيانات الأفلام السويدية (السويدية)
- بول جونز على موقع أول ميوزيك (الإنجليزية)
- بول جونز على موقع ديسكوغز (الإنجليزية)